# Medicago arabica
Medicago arabica é uma espécie de planta com flor pertencente à família Fabaceae. 
A autoridade científica da espécie é (L.) Huds., tendo sido publicada em Flora Anglica 288. 1762.
Os seus nomes comuns são erva-médica, luzerna-arábica ou luzerna-da-Arábia.

## Portugal
Trata-se de uma espécie presente no território português, nomeadamente em Portugal Continental e no Arquipélago dos Açores.
Em termos de naturalidade é nativa de Portugal Continental e introduzida no Arquipélago dos Açores.

## Protecção
Não se encontra protegida por legislação portuguesa ou da Comunidade Europeia.